# Géode osseuse
Pour les articles homonymes, voir Géode.

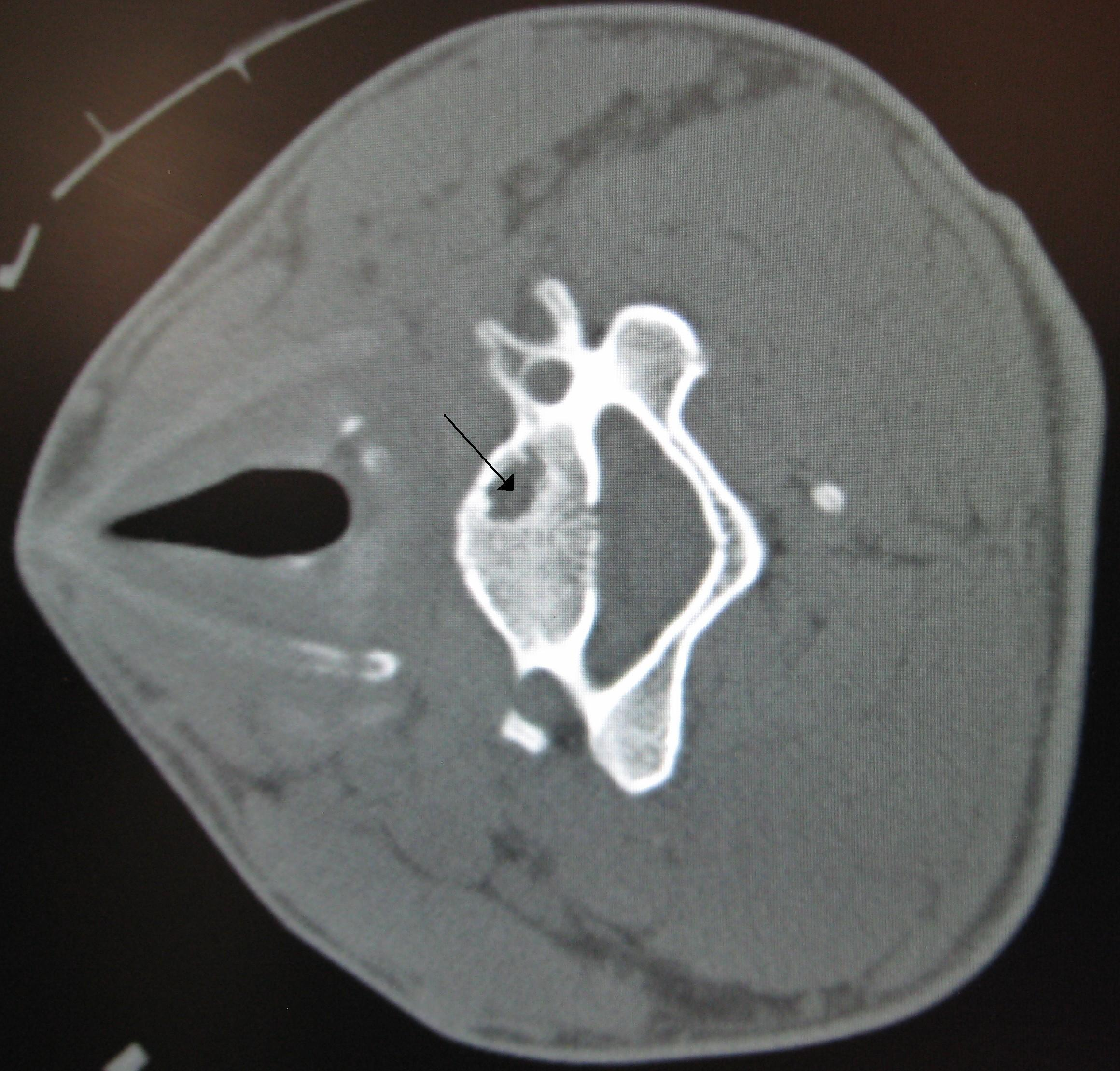
Géode osseuse dans la vertèbre cervicale.

Une géode (osseuse), en médecine, désigne une cavité d'origine pathologique, qui apparait dans les tissus d'un organe comme un os ou le poumon.

## Origine du terme
Le terme provient d'une analogie avec les géodes que l'on trouve dans certaines pierres.

## Diagnostic
En radiographie, on peut repérer une géode par une image radiographique transparente :
- fond homogène ;
- contour tracé par une ligne continue ;
- cavité à contenu liquidien.

## Causes
Les géodes peuvent être le résultat de divers mécanismes, on peut en rencontrer dans les pathologies suivantes :
- L'arthrose (par exemple dans l'arthrose de l'articulation temporo-mandibulaire).
- Le myélome multiple.
- Les tumeurs osseuses (exemple : géodes au niveau de la voûte crânienne).
- La polyarthrite rhumatoïde.
- Tuberculose ostéo-articulaire

## Sources
- Encyclopédie Vulgaris Médical : Géode osseuse